# Player's Choice

Versiunea Player's Choice NTSC a jocului pentru GameCube, Star Fox Adventures.

Un joc Player's Choice este un joc video lansat pe Super Nintendo Entertainment System, Game Boy, Nintendo 64, Game Boy Advance, sau Nintendo GameCube care s-a vândut în foarte multe copii (pentru toate sistemele în afară de GameCube, trebuiau peste un milion de copii, jocurile de pe GameCube trebuiau sa se distribuie în 250,000 de exemplare pentru a fi incluse ). Nu se cunoaște încă dacă jocurile pentru Wii sau Nintendo DS vor fi lansate sub această egidă.
Când un joc devine Player's Choice, este vândut la un preț redus: £19.99 în Marea Britanie, $19.99 în SUA, $29.99 în Canada, $49.95 în Australia și €29.99 în restul Europei. Conspectul de Player's Choice a fost împrumutat de către mai multe firme producătoare de console: Sony la crearea "Greatest Hits" (cunoscută și ca Platinum range în regiunile PAL), Microsoft la linia de produse "Platinum Hits" (Xbox Classics în Europa) pentru Xbox, și Sega la egida "Sega All Stars" pe Sega Dreamcast.
Jocurile Player's Choice din America pot fi identificate pe Nintendo 64 prin fundalul galbel al logo-ului N64 din colțul dreapta sus a cutiei jocului. Pe GameCube, jocurile sunt marcate într-o cutie galbenă pe carcasă. Jocurile PAL au cutii care sunt colorate argintiu sau auriu cu însemnele Player's Choice pe pertea dreaptă a cutiei la un joc pentru Nintendo 64 sau frontal pe cutia unui joc pentru GameCube.
Gama de jocuri Player's Choice a fost introdusă pentru titlurile pe GameCube în Ianuarie 2003 . Primele titluri au fost Super Smash Bros. Melee, Pikmin, și Luigi's Mansion, toate au avut prețul de vânzare de $29.99. Mai târziu în același an, când alte 6 titluri au fost adăugate, Nintendo a împărțit prețul pentru diferite seturi de jocuri, prin urmare unele jocuri rămâneau la prețul prestabilit de $29.99, în timp ce altele scădeau la $19.99.
În Aprilie 2006, conceptul de Player's Choice a fost aplicat și jocurilor pentru Game Boy Advance, iar în America, erau vândute la prețul de $19.99.

## Titluri Player's Choice

### Nintendo GameCube
| - Animal Crossing - Billy Hatcher and the Giant Egg - Burnout - Bomberman Generation - Blood Omen 2: Legacy of Kain - Crash Bandicoot: The Wrath of Cortex - Crash Nitro Kart - Crazy Taxi - Dave Mirra Freestyle BMX 2 - Dragon Ball Z: Budokai - Enter the Matrix - Eternal Darkness: Sanity's Requiem - F-Zero GX - Final Fantasy Crystal Chronicles - Finding Nemo - Godzilla: Destroy All Monsters Melee - Harry Potter and the Chamber of Secrets - Harry Potter and the Prisoner of Azkaban - Harry Potter: Quidditch World Cup - Harvest Moon: A Wonderful Life - The Incredibles - James Bond 007: Agent Under Fire - James Bond 007: Everything or Nothing - James Bond 007: NightFire - Kirby Air Ride - The Legend of Zelda: Four Swords Adventures - The Legend of Zelda: The Wind Waker - Lego Star Wars: The Video Game - The Lord of the Rings: The Two Towers - The Lord of the Rings: The Return of the King - The Sims 2 - Luigi's Mansion - Madagascar - Mario Golf: Toadstool Tour |  | - Medal of Honor: Frontline - Medal of Honor: Rising Sun - Mega Man Anniversary Collection - Metroid Prime - Metroid Prime 2: Echoes - Mortal Kombat: Deadly Alliance - Metal Gear Solid: The Twin Snakes - Namco Museum - Naruto: Clash of Ninja - Naruto: Clash of Ninja 2 - NBA Street Vol. 2 - Need for Speed Underground - Need for Speed Underground 2 - Need for Speed: Hot Pursuit 2 - Need for Speed: Most Wanted - Over the Hedge - Nicktoons Unite! - Pac-Man Fever - Pac-Man World 2/Pac-Man Vs. - Paper Mario: The Thousand-Year Door - Pikmin - Pikmin 2 - Pokémon Colosseum - Pokémon XD: Gale of Darkness - Prince of Persia: The Sands of Time - Prince of Persia: Warrior Within - Rayman 3: Hoodlum Havoc - Resident Evil - Resident Evil 0 - Resident Evil 4 - Shadow the Hedgehog - Shrek 2 - The Simpsons Hit and Run - The Sims |  | - The Sims Bustin' Out - Sonic Adventure DX - Sonic Adventure 2: Battle - Sonic Gems Collection - Sonic Heroes - Sonic Mega Collection - Sonic Riders - Soul Calibur II - Spider-Man - Spider-Man 2 (joc video) - Capcom vs. SNK 2 EO - SpongeBob SquarePants: Battle for Bikini Bottom - The SpongeBob SquarePants Movie (joc video) - SpongeBob SquarePants: Lights, Camera, Pants! - Spyro: A Hero's Tail - Spyro: Enter the Dragonfly - Star Fox Adventures - Star Fox: Assault - Star Wars: Bounty Hunter - Star Wars Rogue Squadron II: Rogue Leader - Star Wars Rogue Squadron III: Rebel Strike - Star Wars: The Clone Wars - Super Mario Strikers - Super Mario Sunshine - Super Monkey Ball - Super Monkey Ball 2 - Super Smash Bros. Melee - Spy Hunter - Tales of Symphonia - TimeSplitters 2 - The Chronicles of Narnia: The Lion, the Witch and the Wardrobe - Tony Hawk's American Wasteland - Tony Hawk's Pro Skater 4 - Tony Hawk's Underground - Tony Hawk's Underground 2 - True Crime: Streets of LA - True Crime: New York City - Viewtiful Joe - Viewtiful Joe 2 - Wario World - WWE Day of Reckoning - WWE Day of Reckoning 2 - WWE WrestleMania XIX - WWE WrestleMania X8 - Ultimate Spider-Man - X-Men Legends - X-Men Legends 2 - Yu-Gi-Oh! The Falsebound Kingdom |

Jocuri din gama Player's Choice exclusive pentru Europa:
- Harvest Moon: Magical Melody
- Madden 2003
- Madden 2004
- Madden 2005
- Mario Party 4
- Mario Party 5
- Mario Party 6
- Mario Party 7
- Mario Power Tennis
- Mario Superstar Baseball
- Mortal Kombat: Deception
- Tom Clancy's Splinter Cell
- Tom Clancy's Splinter Cell: Pandora Tomorrow

### Nintendo 64
Din cauza formatului bazat pe casetă, toate jocurile din gama Player's Choice pentru N64 au fost lansate la prețul de $39.95.
| - 1080° Snowboarding - Banjo-Kazooie - Banjo-Tooie - Bomberman 64 - Bomberman Hero - Cruis'n USA - Diddy Kong Racing - Donkey Kong 64 - Duke Nukem 64 - F-1 World Grand Prix - F-Zero X - GoldenEye 007 - Gex 64 - Hybrid Heaven - Kobe Bryant in NBA Courtside - The Legend of Zelda: Ocarina of Time |  | - The Legend of Zelda: Majora's Mask - Mario Golf - Mario Kart 64 - Mario Party - Mario Tennis - Megaman 64 - Mortal Kombat 4 - Madden 64 - Magical Tetris Challenge - Mischief Makers - Paper Mario - Perfect Dark - Pilotwings 64 - Pokémon Snap - Pokémon Stadium - Pokémon Stadium 2 - Quake II - Resident Evil 2 - Rayman 2: The Great Escape |  | - Star Fox 64 - Star Wars: Rogue Squadron - Star Wars: Shadows of the Empire - Super Mario 64 - Super Smash Bros. - Spider-Man - Tony Hawk's Pro Skater - Tony Hawk's Pro Skater 2 - Tony Hawk's Pro Skater 3 - Turok: Dinosaur Hunter - Turok 2: Seeds of Evil - Vigilante 8 - Waialae Country Club: True Golf Classics - Wave Race 64 - WCW/nWo Revenge - WCW vs. nWo: World Tour - Yoshi's Story |

### Super Nintendo Entertainment System
| - Donkey Kong Country - Donkey Kong Country 2: Diddy's Kong Quest - Donkey Kong Country 3: Dixie Kong's Double Trouble! - F-Zero - The Legend of Zelda: A Link to the Past - Mario Paint |  | - Pilotwings - SimCity - Super Mario All-Stars - Super Mario Kart - Super Mario World - Super Metroid |  | - Super Star Wars (Player's Choice label removed on subsequent rerelease) - Tetris & Dr. Mario - Tetris 2 (Player's Choice label removed on subsequent rerelease) |

### Game Boy
| - Castlevania: The Adventure - Castlevania II: Belmont's Revenge - Castlevania Legends - Donkey Kong - Donkey Kong Land - Donkey Kong Land 2 - Godzilla - James Bond 007 - Pokémon Red |  | - Pokémon Blue - Pokémon Yellow - Pokémon Silver - Pokémon Gold - Pac-man - Kirby's Dream Land - Kirby's Dream Land 2 - Kirby's Pinball Land - Mega Man in Dr. Wily's Revenge - Mega Man II - Metroid II: Return of Samus - Mickey's Dangerous Chase |  | - Star Wars - Super Mario Land - Super Mario Land 2: 6 Golden Coins - Super R.C. Pro-Am - The Legend of Zelda: Link's Awakening - Tennis - Tetris - Wario Land: Super Mario Land 3 - Wave Race |

### Game Boy Advance
| - The Legend of Zelda: A Link to the Past/Four Swords - Mario & Luigi: Superstar Saga - Mario Kart: Super Circuit |  | - Pokémon FireRed - Pokémon LeafGreen - Super Mario Advance |  | - Super Mario World: Super Mario Advance 2 - Yoshi's Island: Super Mario Advance 3 - Castlevania: Aria of Sorrow |